# 1873 у літературі

## Книги
- «Навколо світу за вісімдесят днів» — пригодницький роман Жуля Верна.
- «Нова Магдалина» — роман Вілкі Коллінза.

## П'єси
- «Кесар і галілеєць» — п'єса Генріка Ібсена.

## Поезія
- «Країна червоних бавовняних ковпаків або Торф і Вежі» — поема Роберта Браунінга.
- «Сезон у пеклі» — збірка віршів у прозі Артюра Рембо.

## Народилися
- 9 січня — Бялик Хаїм-Нахман, єврейський поет (помер у 1934).
- 20 січня — Йоганнес Вільгельм Єнсен, данський письменник, лауреат Нобелівської премії з літератури (помер у 1950).
- 28 січня — Колетт, французька письменниця (померла у 1954).
- 4 лютого — Пришвін Михайло Михайлович, російський письменник (помер у 1954).
- 17 травня — Анрі Барбюс, французький письменник (помер у 1935).
- 8 червня — Асорін, іспанський письменник, есеїст (помер у 1967).
- 22 серпня — Богданов Олександр Олександрович, російський письменник і політичний діяч (помер у 1928).
- 8 вересня — Альфред Жаррі, французький поет, прозаїк і драматург (помер у 1907).
- 7 грудня — Вілла Катер, американська письменниця (померла у 1947).
- 13 грудня — Брюсов Валерій Якович, російський поет, прозаїк, драматург, теоретик символізму, критик, перекладач, літературознавець (помер у 1924).

## Померли
- 24 лютого — Спиридон Трикупіс, грецький державний діяч, дипломат, літератор і оратор (народився в 1788).
- 26 квітня — Бенедиктов Володимир Григорович, російський поет і перекладач (народився в 1807).
- 8 травня — Джон Стюарт Мілль,  британський філософ (народився в 1806).
- 22 травня — Алессандро Мандзоні, італійський письменник, поет, драматург. (народився в 1785).
- 27 липня — Тютчев Федір Іванович, російський поет (народився в 1803).
- 1 листопада — Еміль Габоріо (фр. Émile Gaboriau), французький письменник, один з основоположників детективного жанру (народився в 1832).